# Liste der Botschafter der Vereinigten Staaten in Kap Verde
Die Botschaft der Vereinigten Staaten in Kap Verde befindet sich in Praia, der Hauptstadt der Republik. Die genaue Adresse lautet: Rua Abilio Macedo 6. Bis 1980 war der Botschafter in Bissau regelmäßig auch in Praia akkreditiert.

## Liste
| Ernannt       | Akkreditiert  | Name                      | Bemerkungen | ernannt von       | akkreditiert bei          | Posten verlassen |
| ------------- | ------------- | ------------------------- | --- | ----------------- | ------------------------- | ---------------- |
| 28. Jan. 1978 |               | Howard L. McGowan         | Geschäftsträger (* 21. Oktober 1943 in Ohio; † 18. Mai 2007) Sohn von Eva China King und Homer Ray McGowen, 1965 Bachelor an der Methodist University, ab April 1968 Beamter in Lissabon, ab Juli 1968 USAID Saigon, ab April 1973 Beamter in Rio de Janeiro | Jimmy Carter      | Rui Duarte de Barros      |                  |
| 18. März 1983 | 26. Apr. 1983 | John Melvin Yates         | (* 25. November 1939 in Superior, Montana) 5. Januar 1999: Botschafter in Yaoundé 2001 Mordversuch in his Bastos neighbourhood residence | Ronald Reagan     | Victor Saúde Maria        | 24. Mai 1986     |
| 16. Juni 1986 | 15. Juli 1986 | Vernon Dubois Penner, Jr. | (* 20. Oktober 1939 in Brooklyn) | Ronald Reagan     | Victor Saúde Maria        | 21. Nov. 1989    |
| 21. Nov. 1989 | 23. Dez. 1989 | Francis Terry McNamara    | | George H. W. Bush | Victor Saúde Maria        | 31. Dez. 1992    |
| 14. Juli 1992 | 24. März 1993 | Joseph Monroe Segars      | (* 1938) | George H. W. Bush | Carlos Correia            | 17. März 1996    |
| 6. Juni 1996  | 30. Juli 1996 | Lawrence Neal Benedict    | (* 1942) | Bill Clinton      | Manuel Saturnino da Costa | 11. Aug. 1999    |
| 7. Juli 1999  | 15. Sep. 1999 | Michael D. Metelits       | (* 1942) | Bill Clinton      | Francisco Fadul           | 24. Juli 2002    |
| 3. Okt. 2002  | 21. Nov. 2002 | Donald C. Johnson         | | George W. Bush    | Alamara Nhassé            | 4. Apr. 2005     |
| 21. Juni 2005 | 27. Sep. 2005 | Roger D. Pierce           | | George W. Bush    | Carlos Gomes Júnior       | 9. Juni 2010     |
| 13. Juni 2008 |               | Marianne M. Myles         | (* 1954) | George W. Bush    | Carlos Correia            | 1. Aug. 2011     |
| 1. Aug. 2010  |               | Dana Brown                | Geschäftsträgerin | Barack Obama      | Carlos Gomes Júnior       |                  |
| 10. Nov. 2011 |               | Adrienne S. O’Neal        | (* 1954) | Barack Obama      | Carlos Gomes Júnior       |                  |
| 15. Jan. 2015 |               | Donald Heflin             | (* 1958) | Barack Obama      | José Mário Vaz            |                  |
| 29. Mai 2019  |               | Jeff Daigle               | (* 1958) | Donald Trump      | José Mário Vaz            |                  |

Quelle: 